# Mortal Kombat Mythologies: Sub-Zero
Mortal Kombat Mythologies: Sub-Zero (скор. MKM або MKM: SZ) — багатоплатформова відеогра жанру пригодницького бойовика, спіноф серії файтингів Mortal Kombat. Ця гра повністю присвячена персонажу на ім'я Саб-Зіро. Mortal Kombat Mythologies: Sub-Zero розроблялася компанією Midway для ігрових платформ PlayStation і Nintendo 64, на яких вона була випущена в 1997 році. Версія для PlayStation містить ігрові ролики, а версія для Nintendo 64 замінює їх статичними зображеннями через обмежене місця для зберігання інформації на картриджі. Це остання гра серії, в якій використовувалися оцифровані зображення акторів в костюмах, і перша, в якій застосовувалася 3D-графіка для створення персонажів і рівнів в реальному часі. Гра була представлена на щорічній виставці E3, Атланта (Джорджія, США), 19 червня 1997 року.
За сюжетом, ніндзя Саб-Зіро, яким керує гравець, повинен знайти стародавній амулет, наділений магічною силою. Подорожуючи восьма різними світами, він стикається з різними типами супротивників, використовуючи вже знайому по попередніх іграх серії Mortal Kombat механіку бою. Події в Mortal Kombat Mythologies: Sub-Zero відбуваються до початку турніру «Смертельної битви», який зображено в першій грі Mortal Kombat, і слугує приквелом до Mortal Kombat 4.
Хоча в грі нетривіальна сюжетна лінія, вона не була добре сприйнята як критиками, так і геймерами. Графіка була визнана застарілою, а геймплей млявим, що нетипово для гри в жанрі платформера. Незважаючи на невисокі оцінки критиків було продано близько мільйона копій Mortal Kombat Mythologies: Sub-Zero по всьому світу, з яких 700 000 копій в Північній Америці.